# Háfiz (titul)

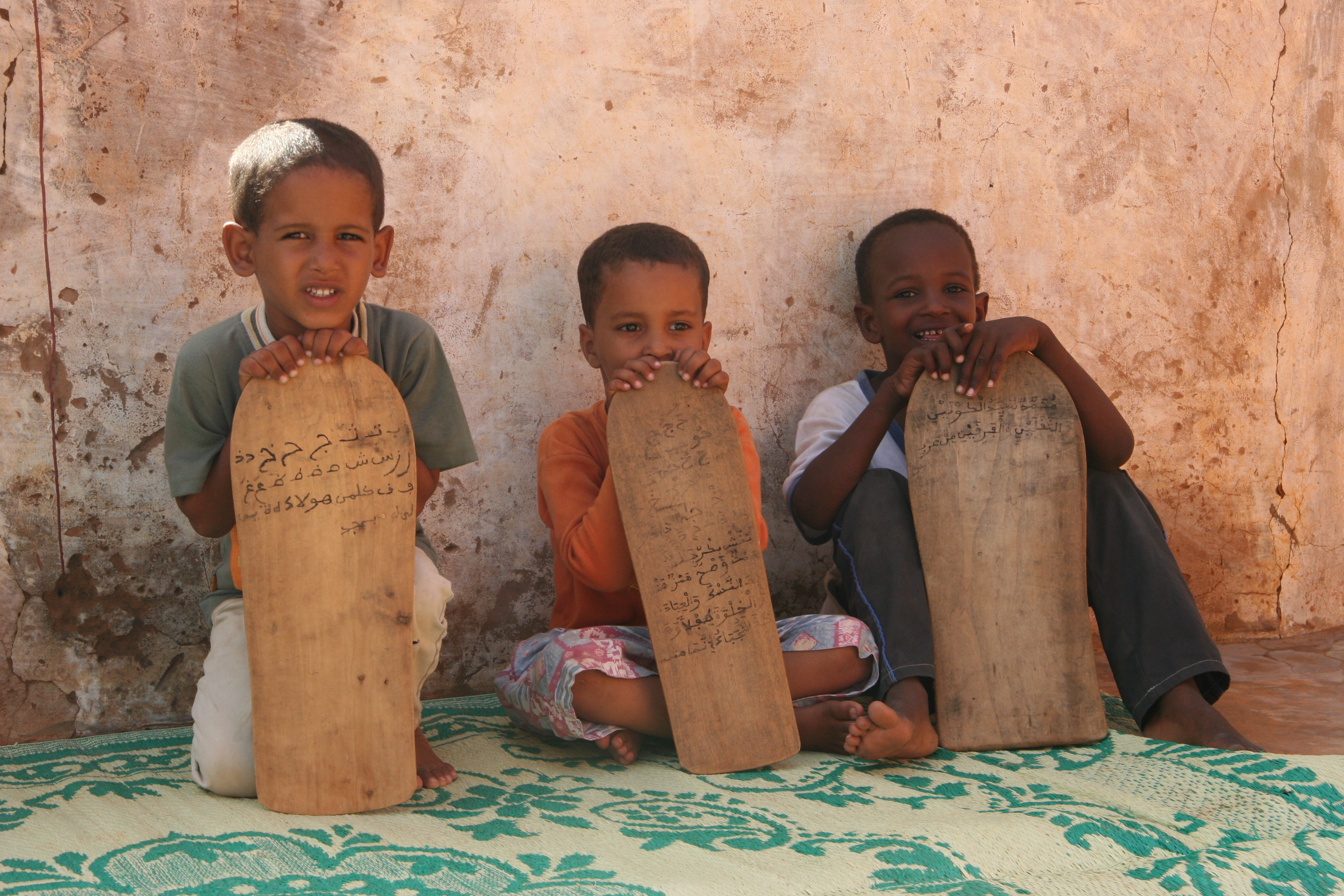
Děti se učí nazpaměť korán

Háfiz anebo háfis (z arabštiny حافظ = strážce, ochránce) je čestný titul osoby která se naučila a ovládá zpaměti celý korán. Muslimové si háfize velmi váží, protože říkají, že taková osoba si osvojila slovo Boží. Ten byl také vysoce ceněn jako recitátor, když dokázal slova přednést a tak je zpřístupnit i pro negramotný lid.
Korán se původně uchovával a šířil především ústně. I když se některé verše zapisovaly, v případě nejasností byl autoritativním zdrojem vždy háfiz. Až kalif Utmán ibn Affan nechal vyhotovit standardní psanou verzi.